# Arie Haanbrug
De Arie Haanbrug (brug 2240) is een bouwkundig kunstwerk in Amsterdam-Oost.
De brug is een voetbrug in de buurt Park de Meer, Watergraafsmeer die hier tussen 1998 en 2002 uit de grond verrees. Die buurt is geheel omringd door een watergang/ringsloot. Brug 2240 vormt de verbinding tussen de hoofdverkeersader Middenweg met de wijk, maar dan alleen voor voetgangers dus, ander verkeer moet gebruik maken van de Horst Blankenburgbrug. Het ontwerp is afkomstig van Haasnoot Bruggen, die meerdere met name houten bruggen ontwierp voor Amsterdam.
In oktober 2005 kregen alle bruggen in deze buurt een naam. Zij werden vernoemd naar spelers uit de selectie van AFC Ajax in haar succesperiode jaren zeventig, toen dat team nog speelde in Stadion De Meer, dat in 1996 plaats maakte voor de wijk. Deze brug werd daarbij vernoemd naar middenvelder Arie Haan, die niet aanwezig was tijdens het onthullen van zijn naamplaat en dat van andere Ajax-spelers.   
De brug is opgebouwd uit betonnen brugpijlers met daarop houten balken en een houten dek; ook de leuningen zijn van hout. De brugnaam is terug te vinden op de overspanning en een lantaarnpaal op een van de landhoofden; dit in tegenstelling tot de "normale" plaats op de brugleuning.  

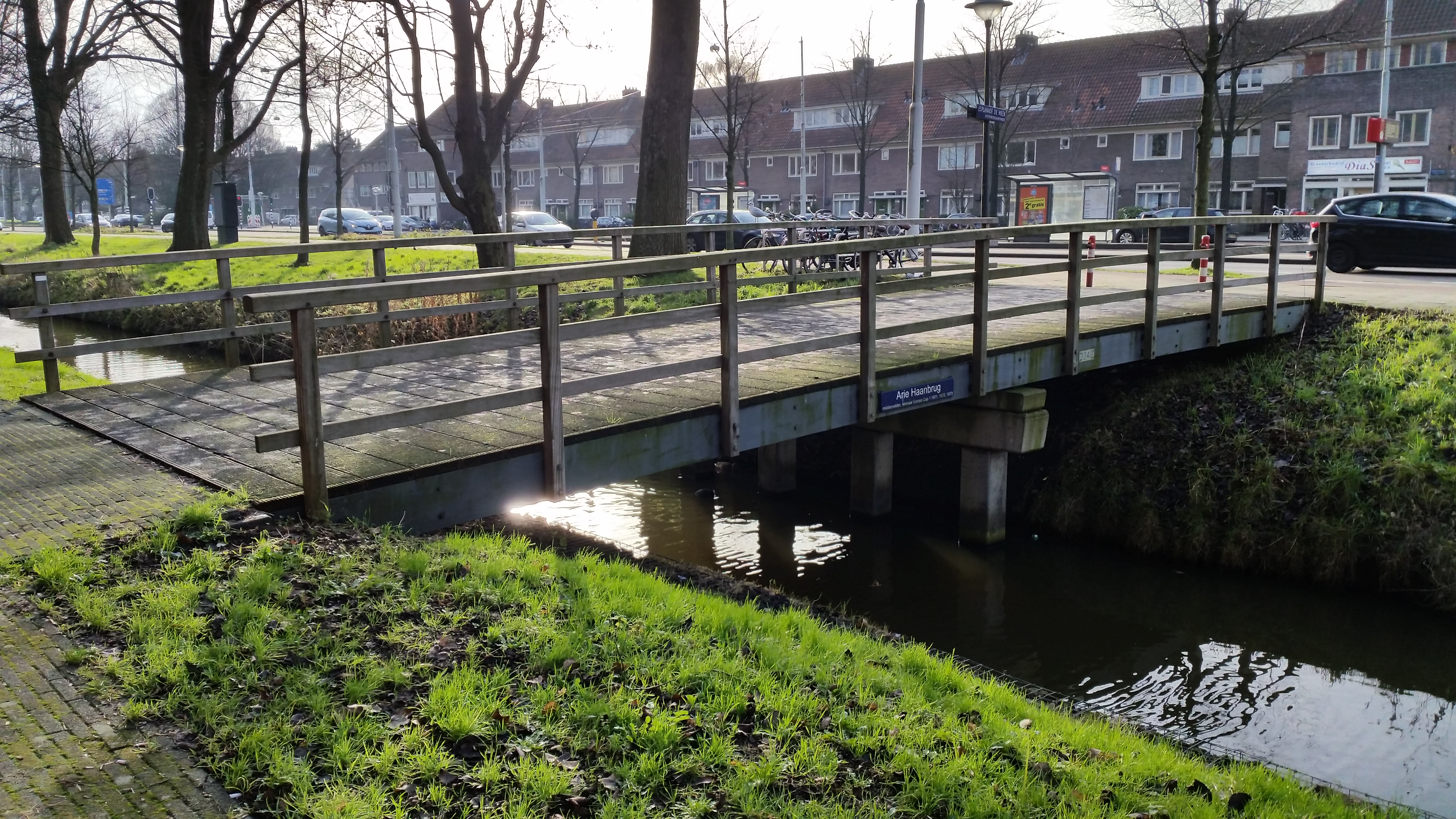
Nummer- en naamplaat op overspanning en rechts naamplaat op lantaarnpaal (januari 2020)

Heinz Stuybrug · Wim Suurbierbrug · Velibor Vasovićbrug · Barry Hulshoffbrug · Horst Blankenburgbrug · Ruud Krolbrug · Gerrie Mührenbrug · Arie Haanbrug · Johan Neeskensbrug · Nico Rijndersbrug · Sjaak Swartbrug · Johnny Repbrug · Dick van Dijkbrug · Johan Cruijffbrug · Piet Keizerbrug · Rinus Michelsbrug